# Дона Векич
Дона Векич (родена на 28 юни 1996 г. в Осиек) е хърватска тенисистка. Тя е печелила 4 титли на сингъл и 1 на двойки от веригата на ITF. През 2014 г. печели и първата си титла от WTA Тур.
През 2011 г. Векич печели хърватския национален шампионат за девойки.
Векич играе като част от отбора на Хърватия за Фед Къп.
На 16-годишна възраст, през 2012 г. Векич стигна до първия си финал на турнир от WTA.

## Кариера

### 2012
На турнира Ташкент Оупън 2012, Векич стигна до първия си професионален финал, тръгвайки от квалификациите. Така Векич се превърна в най-младата тенисистка от 6 години насам, постигала това. На финала бе победена от румънката Ирина-Камелия Бегу.

### 2013
Векич започна годината с участие в основната схема на Откритото първенство на Австралия 2013. Тя отстрани Андреа Хлавачкова в първи кръг преди да отпадне в мача си срещу десетата поставена и бивша номер 1 в света Каролине Вожняцки във втория кръг. На Ролан Гарос 2013 Векич загуби още първия си мач от Малъри Бърдет. След Ролан Гарос 2013, Векич участва в АЕГОН Класик 2013. Там тя достигна до финала, отстранявайки по пътя си поставените под No.8 Урсула Радванска във втория кръг, No.3 Сорана Кърстя на четвъртфинал, както и шампионката от 2009 г. Магдалена Рибарикова в полуфиналната фаза. На финала тя загуби от бившата No.5 в света Даниела Хантухова.
На Уимбълдън 2013 Векич отпадна в първи кръг от Петра Цетковска в 2 сета. Тя стига до четвъртфиналите на турнира Баку Къп 2013, но е спряна от евентуалната шампионка Елина Свитолина с 2–6, 3–6.
На US Open 2013 Векич отстранява Мариана Дуке в първи кръг, но във втори отстъпва на Симона Халеп с 2–6, 1–6.
През септември Векич влиза в основната схема на Ташкент Оупън 2013 и е поставена под номер 4. Губи във втория си мач от Олга Говорцова.

### 2014
Сезон 2014 за Векич започва със загуби в първи кръг на Шънджън Оупън 2014, Открито първенство на Австралия 2014 и Патая Оупън 2014.
Векич получава уайлд кард (WC) за Бе Ен Пе Париба Оупън 2014 в Индиън Уелс и побеждава квалификантката Оливия Роговска в първия кръг, но във втори губи от 12-ата поставена Доминика Цибулкова. В Сони Оупън Тенис 2014 тя преминава квалификациите след победи над Алла Кудрявцева и Йохана Ларсон, а в първи кръг на основната схема надиграва квалификантката Кимико Дате Крум в два сета. В следващия кръг отстранява поставената под номер 28 Светлана Кузнецова отново в два сета. В трети кръг отпада след загуба от Петра Квитова. На Монтерей Оупън 2014 в Мексико, в първия си мач Векич побеждава Гарбине Мугуруса, но губи след това от Каролина Плишкова в три сета. В края на месец април, Векич печели първата си WTA титла на Малайзиън Оупън 2014, където надиграва във финала Доминика Цибулкова в три оспорвани сета.

## Финали на турнири отWTA Тур

### Сингъл: 3 (1 титла, 2 финала)
| Легенда                            |
| ---------------------------------- |
| Турнири от Големия шлем (0–0)      |
| Шампионат на WTA Тур (0–0)         |
| Задължителни Висши & Висши 5 (0–0) |
| Висши (0–0)                        |
| Международни (1–2)                 |

| Финали по настилка |
| ------------------ |
| Твърда (1–1)       |
| Трева (0–1)        |
| Клей (0–0)         |
| Мокет (0–0)        |

| Изход      | No. | Дата              | Турнир                                  | Настилка | Опонент            | Резултат           |
| ---------- | --- | ----------------- | --------------------------------------- | -------- | ------------------ | ------------------ |
| Финалистка | 1.  | 15 септември 2012 | Ташкент Оупън, Ташкент, Узбекистан      | Твърда   | Ирина-Камелия Бегу | 4–6, 4–6           |
| Финалистка | 2.  | 16 юни 2013       | АЕГОН Класик, Бирмингам, Великобритания | Трева    | Даниела Хантухова  | 6–7(5–7), 4–6      |
| Шампионка  | 1.  | 20 април 2014     | Малайзиън Оупън, Куала Лумпур, Малайзия | Твърда   | Доминика Цибулкова | 5–7, 7–5, 7–6(7–4) |